# Venustoraphidia renate
Venustoraphidia renate is een kameelhalsvliegensoort uit de familie van de Raphidiidae. De soort komt voor in Griekenland.
Venustoraphidia renate werd voor het eerst wetenschappelijk beschreven door H. Aspöck & U. Aspöck in 1974.